# La Passion selon Béatrice
Ne doit pas être confondu avec La Passion Béatrice.
Pour plus de détails, voir Fiche technique et Distribution.
La Passion selon Béatrice est un documentaire dramatique franco-belge réalisé par Fabrice Du Welz et sorti en 2024,.

## Synopsis
Un portrait de Pier Paolo Pasolini à travers le regard de Béatrice Dalle, accompagné de témoignages sur le cinéaste.

## Fiche technique
Sauf indication contraire, les informations mentionnées dans cette section peuvent être confirmées par les bases de données cinématographiques IMDb et Allociné,  présentes dans la section « Liens externes ».
- Titre original : La Passion selon Béatrice
- Réalisation : Fabrice Du Welz
- Scénario : Fabrice Du Welz et Clément Roussier
- Musique : Bach, Vivaldi, David Bowie, Mozart
- Photographie : Marco Graziaplena
- Son : Simon Farkas, Julie Brenta, Alexandre Roche et Emmanuel de Boissieu
- Montage : Géraud Vandendriessche
- Production : Anthony Vaccarello, Gary Farkas, Clément Lepoutre et Olivier Müller
  - Coproduction : Jean-Yves Roubin et Cassandre Warnauts
- Sociétés de production : Vixens Films Saint Larent by Anthony Vaccarello & Martin Katz et Frakas Productions
- Sociétés de distribution : Carlotta Films
- Pays de production :  France et  Belgique
- Langue originale : français
- Format : couleur
- Genre : Documentaire dramatique
- Durée : 80 minutes
- Dates de sortie :
  - Suisse : 13 août 2024 (Locarno)
  - France : 
    - 28 août 2024 (Angoulême)
    - 20 novembre 2024 (en salles)

## Distribution
- Béatrice Dalle
- Clément Roussier
- Abel Ferrara
- Angelo Battel
- Roberto Chiesi
- Sergio Leoni
- Dacia Maraini
- Carmelo di Tinco
- Rossana Di Rocco